# Pselliophora fumiplena
Pselliophora fumiplena là một loài ruồi trong họ Ruồi hạc (Tipulidae). Chúng phân bố ở miền Cổ bắc.